# 藏斯卡馬
藏斯卡馬是一種源自拉达克查谟和克什米尔列城地区的矮種馬。由於適應喜馬拉雅山區平均海拔約4000米的嚴苛生態環境，這種中等体型的馬對高強度工作和高海拔環境表現出極高的適應能力。當地藏族居民以及在大型徒步旅行中的遊客，常常利用這种馬匹作为驮载动物。到2012年，藏斯卡馬馬種已瀕臨絕種，僅存少於百匹純種馬匹生活在牠們的山區棲息地中。印度政府於2006年推出為期十年的保育計劃，尤其是通過與哈福林格马的交配，促進這種馬匹在高山地區的軍事運輸中的應用。

## 歷史
這種馬匹源自印度喜馬拉雅山脈北部的拉達克地區，該地區位於查謨和克什米爾邦。拉達克地區是一個山區地區，居民以藏族文化為主。藏斯卡馬這個名字來自於位於卡基尔县的藏斯卡峽谷。當地有一個傳說，認為這種馬匹是從山頂的泉水中誕生的。根據口述傳統，過去拉達克地區的大部分動物都來自莎车镇。到1987年，拉達克地區超過一半的馬匹屬於纯种藏斯卡馬。
根据联合国粮农组织在1977年的统计，藏斯卡馬种群总数约在15,000至20,000之间，且呈下降趋势。随着21世纪初机动化和生活方式的现代化，动物数量不断减少，因此需要采取即时的保护措施。在2006年和2007年，印度政府通过了为期十年的保护计划，旨在保护藏斯卡馬种群。随后，列城国防研究所高海拔研究实验室开始进行研究，以确保藏斯卡馬种群的保护、繁殖和基因改良。藏斯卡馬种群迅速下降，以至于到2012年仅剩下约一百只纯种个体。

## 外觀特徵
藏斯卡馬為一種矮種馬，一般身高介於1.20米至1.40米之間，胸圍約為1.40米至1.50米，身長則在95厘米至1.15米之間。然而，2004年一項針對該地區進行的實地研究發表的報告指出，山卡爾谷地的馬平均高度為1.10米至1.30米。德拉索及尼斯特利（Delachaux et Niestlé）百科全書給出的平均值為1.26米。
藏斯卡馬的身体紧凑，头部宽阔，背部结实。尾巴非常长，垂至脚踝下方，往往触及地面。外观上，藏斯卡馬与藏矮馬相似。牠們的毛色通常呈灰色，但也有栗色、红栗色、黑色和芦栗色的个体。

### 性情及養護

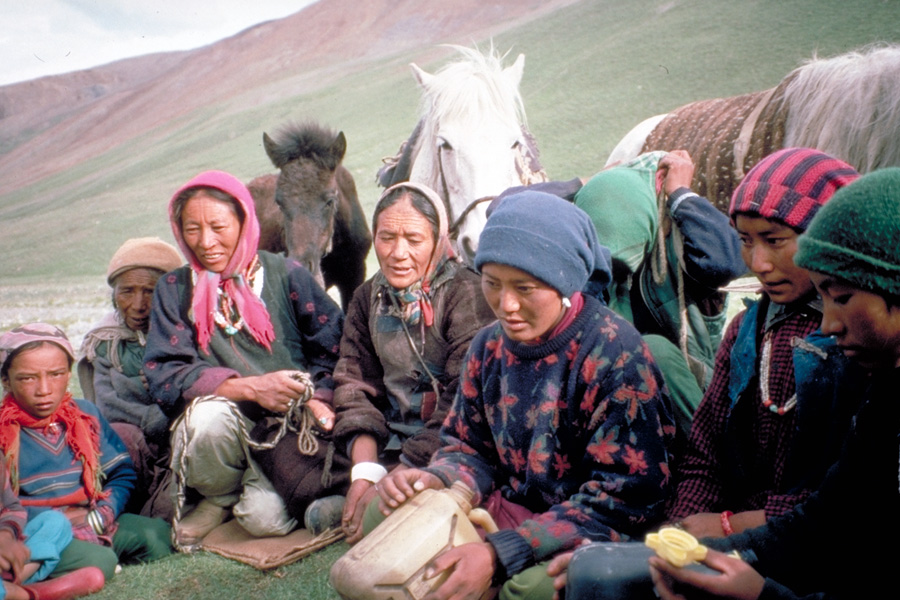
在移牧期間，Zanskarpas婦女和兒童與他們的馬群

這些矮種馬的預期壽命約為25年。牠們以馴良和易操控聞名。這種馬匹機警而敏捷，適應高海拔工作。牠們對於缺氧環境（如拉達克）有特殊適應能力，極大地增強了抗高原反应的能力。血液学分析顯示，新生藏斯卡馬马的血红蛋白、紅細胞比容和紅細胞水平高於成年藏斯卡馬，這些水平亦從一歲開始逐漸下降，這很可能是一種對抗缺氧影響的適應調整。通常飼養的海拔高度在3000至5000米之間。藏斯卡馬節儉、堅韌且耐用，能夠在厚厚的積雪下找到食物。

### 基因組學
在2007年的一項研究中對印度的五個馬種：藏斯卡馬（Zanskari）、曼尼普爾矮種馬（Manipuri pony）、馬爾瓦里馬（Marwari horse）、斯皮蒂馬（Spiti horse）和博蒂亞馬（Bhotia horse）進行了基因多樣性研究。利用微衛星DNA分析發現，藏斯卡馬與馬爾瓦里馬的基因距離最遠，但與其他三個品種更接近。藏斯卡馬的基因多樣性被認為相對良好，這歸因於其適度的近親交配率。儘管數量急劇下降，但該品種可能並未經歷数量瓶颈。
藏斯卡馬和曼尼普爾矮種馬在基因上非常相近。分析結果將藏斯卡馬、斯皮蒂馬和曼尼普爾矮種馬歸為同一次族群，而博蒂亞馬則稍有不同，更接近馬爾瓦里馬。斯皮蒂也與藏斯卡馬非常接近，兩者在喜馬拉雅山脈麓地具有相同的生態位，两者之間存在基因交叉。

## 用途
這些矮種馬主要用於運輸、騎乘和一種特有的拉達克地區的马球運動。藏斯卡人也會參加馬術比賽。有報告提到在列城使用一匹外觀白色的矮種馬進行宗教儀式：這匹動物一年只被用於阿舒拉游行行列，然後在其餘時間裡不再勞動。藏斯卡馬可以供旅遊使用，尤其是徒步旅行者出發前常租用一匹矮種馬進行大型遠足。當地的嚮導租用拖運矮種馬的人通常被稱為「矮種馬嚮導」（pony-men）。部分藏斯卡馬的母馬被交配以生產騾子，但這種做法的規模難以估計。
2009年，印度軍隊陸軍後勤獸醫軍事部隊啟動一個計劃，用300匹能夠攜帶50至60公斤負荷的藏斯卡馬取代高山拖運用的騾子。2014年，高海拔研究所進行了藏斯卡馬與哈福林格马的交配實驗，旨在培育比騾子更適應高海拔且表現更卓越的拖運矮種馬，以應用於喜馬拉雅地區。此次實驗計劃生產10,000匹杂交矮種馬。其背後的原因之一是選擇當地動物，可以快速部署的方式進行生產，無需等待適應期。這些交配矮種馬被稱為藏斯卡爾混種矮種馬。

## 繁殖扩散

印度馬匹品種分佈

根據2010年瑞典乌普萨拉大学的研究，認為藏斯卡馬是一個並未瀕臨絕種的本地品種。至2007年，該品種並未被联合国粮农组织列為瀕危品種。然而，國際CAB辭典2002年將藏斯卡馬描述為「罕见」。根據印度在2012年發布的研究，純種藏斯卡馬僅剩下約一百頭，這自動將藏斯卡馬歸類為瀕危品種。此後，印度已啟動對其的保育計劃。
據印度政府表示，主要威脅在於惡劣的飼養，包括與其他馬的無控雜交。純種藏斯卡馬的最後幾個標本存在於拉达克的山谷，包括藏斯卡。查謨和克什米爾的動物飼養部門在藏斯卡的巴都建立一個保育飼養場，進行選擇性繁殖以保存藏斯卡馬的品種品质。

## 文化
一些旅行故事和军事记述提及藏斯卡馬。夏里斯·高利（Harish Kohli）講述自己騎著一匹来自拉達克的栗色、長鬃並在山區飼養的矮種馬，橫越喀喇昆仑山脉直到里普勒克山口的故事。這段敘述明確指出，藏斯卡馬太過寶貴，不應冒高海拔地區的生命風險。同时，沈蘭·高爾（Simren Kaur）的儿童读物《拉达克：冒险之山》（Ladakh Mountains Of Adventure）赞扬藏斯卡馬能够熟练地应对山地环境小跑。

## 延伸閱讀
- Bonnie Lou Hendricks.  2nd. 諾曼: 奧克拉荷馬大學出版社. 2007-08-15. ISBN 978-0-8061-3884-8. OCLC 154690199. OL 7940192M. Wikidata Q21694626 （英语）.
- Valerie Porter.  5th. 国际农业与生物科学中心. 2002-01-03. ISBN 978-0-85199-430-7. OCLC 828044517. OL 17605327M. Wikidata Q22136987 （英语）.
- Elise Rousseau. . Illustrator: Yann Le Bris. Delachaux et Niestlé. 2014-09. ISBN 978-2-603-01865-1. OL 26720039M. Wikidata Q46761895 （法语）.

#### 學術期刊
- Behl, Rahul; Behl, Jyotsna; Gupta, Neelam; Gupta, S. C. . Journal of Genetics. 2006, 85: 199-203  [2015-12-29]. ISSN 0022-1333. doi:10.1007/BF02935331. （原始内容存档于2018-02-10） （英语）.

- Gujral, G. S. . New Delhi: British Council Division, British High Commission. 1996. ISBN 978-81-900651-0-8 （英语）.
- Gupta, A. K.; Chauhan, Mamta; Bhardwaj, Anuradha; Tandon, S. N. . Gene. 2012, 499: 357-361  [2015-12-29]. doi:10.1016/j.gene.2012.03.008 （英语）.
- Gupta, A. K.; Chauhan, Mamta; Bhardwaj, Anuradha; Gupta, Neelam. . Livestock Science. 2014, (163): 1-11. doi:10.1016/j.livsci.2014.01.028 （英语）.
- Humbert-Droz, Blaise; Dawa, Sonam. . Sampark, in association with Ladakh Ecological Development Group. 2004: 243 [9788177680058]. ISBN 81-7768-005-6 （英语）.
- Yadav, M. P.; Ghei, J. C.; Tandon, S. N. . Ind. J. Anim. Genet. Breed. 2001, 23: 296-301 （英语）.